# Dirka po Franciji 1957
| Mesto | Ime              | Država   | Ekipa    | Čas          |
| ----- | ---------------- | -------- | -------- | ------------ |
| 1     | Jacques Anquetil | Francija | France   | 135h 44' 42" |
| 2     | Marcel Janssens  | Belgija  | Belgique | 14' 56"      |
| 3     | Adolf Christian  | Avstrija | Suisse   | 17' 20"      |
| 4     | Jean Forestier   | Francija | France   | 18' 02"      |
| 5     | Jesus Lorono     | Španija  | Espagne  | 20' 17"      |

Dirka po Franciji 1957 je bila 44. dirka po Franciji, ki je potekala leta 1957.

## Pregled
| Kategorije                          | Podatki        |
| ----------------------------------- | -------------- |
| Začetek-konec                       | Nantes - Pariz |
| Dolžina (km)                        | 4.665          |
| Število etap                        | 22             |
| Povprečna hitrost zmagovalca (km/h) | 34,520         |
| Kolesarjev                          | 120            |
| Tekmo končalo                       | 56             |